# Edmund Klich
Edmund Klich (ur. 13 stycznia 1946 w Mierzejewie koło Leszna) – pułkownik rez. pilot Wojska Polskiego, doktor nauk wojskowych, od 2006 do 2012 Przewodniczący Państwowej Komisji Badania Wypadków Lotniczych (PKBWL). Jego specjalności to wyszkolenie i eksploatacja.

## Życiorys
Absolwent I Liceum Ogólnokształcącego w Lesznie. Od 1961 związany z lotnictwem. Służył w jednostkach lotniczych Sił Powietrznych RP i Wyższej Oficerskiej Szkole Lotniczej w Dęblinie na stanowiskach od instruktora-pilota do zastępcy dowódcy pułku i starszego inspektora bezpieczeństwa lotów.
W dniu 7 września 1965 roku, pilotując samolot TS-8 Bies, po awarii i wyłączeniu się silnika w locie, wykonał awaryjne lądowanie ze schowanym podwoziem na przygodnym polu w okolicach miejscowości Lubochenki. Edmund Klich nie odniósł obrażeń, a samolot został poddany naprawie.
Służył w Polskim Kontyngencie Wojskowym w byłej Jugosławii. 17 czerwca 1997 uzyskał stopień doktora nauk wojskowych rozprawą doktorską pt. Kierunki doskonalenia działalności służby bezpieczeństwa lotów w siłach zbrojnych RP na Wydziale Wojsk Lotniczych i Obrony Powietrznej Akademii Obrony Narodowej.
Od 1997 do 2000 zastępca szefa Wydziału Lotnictwa Wyższej Szkoły Oficerskiej Sił Powietrznych. Od 2000 zajmował się badaniami wypadków lotniczych.
Bezpośrednio po katastrofie polskiego Tu-154 w Smoleńsku został akredytowanym przedstawicielem Polski przy wojskowo-cywilnej komisji rosyjskiej badającej przyczyny katastrofy, a 15 kwietnia 2010 objął funkcję przewodniczącego Komisji Badania Wypadków Lotniczych Lotnictwa Państwowego (KBWLLP), powołanej przez ministra obrony narodowej Bogdana Klicha (zbieżność nazwisk przypadkowa) w celu zbadania katastrofy. 28 kwietnia 2010 zrezygnował z funkcji przewodniczącego Komisji Badania Wypadków Lotniczych Lotnictwa Państwowego, pozostając akredytowanym przedstawicielem Polski przy mieszanej rosyjskiej komisji cywilno-wojskowej.
W wyborach parlamentarnych w 2011 roku kandydował bez powodzenia do Senatu RP w okręgu wyborczym nr 94 z własnego komitetu wyborczego, popierany przez Unię Prezydentów Miast.
W 2011 roku nakładem wydawnictwa Niezależna.TV opublikowano w Polsce na płycie CD tzw. „taśmy Klicha”, czyli dokonane przez Edmunda Klicha nagranie poufnej narady na temat śledztwa w sprawie katastrofy smoleńskiej, która odbyła się 22 kwietnia 2010 roku w gabinecie ministra obrony narodowej Bogdana Klicha z udziałem szefa MON oraz szefa Sztabu Generalnego gen. Mieczysława Cieniucha. Nagranie to przekazano Prokuraturze Okręgowej w Warszawie, która odmówiła wszczęcia postępowania ze względu na brak znamion czynu zabronionego. Inne nagrania rozmów dotyczących katastrofy smoleńskiej wykonane przez Edmunda Klicha rozpowszechnił w 2012 roku tygodnik „Newsweek”.
Żonaty. Ma dwóch synów.

## Odznaczenia (lista niepełna)
- Krzyż Oficerski Orderu Odrodzenia Polski – 2001[11]

## Publikacje
- Bezpieczeństwo lotów: wypadki, przyczyny, profilaktyka. Puławy: Zakład Poligraficzny „Wisła”, 1998. Brak numerów stron w książce
- Bezpieczeństwo lotów w transporcie lotniczym. Radom: Wydawnictwo Naukowe Instytutu Technologii Eksploatacji, 2010. Brak numerów stron w książce
- Moja czarna skrzynka. Z Edmundem Klichem o katastrofie smoleńskiej rozmawia Michał Krzymowski. Warszawa: Wydawnictwo czerwone i czarne, 2012. Brak numerów stron w książce